# Saint-Priest-Taurion
Saint-Priest-Taurion é uma comuna francesa na região administrativa da Nova Aquitânia, no departamento de Alto Vienne. Estende-se por uma área de 27 km². Em 2010 a comuna tinha 2 918 habitantes (densidade: 108,1 hab./km²).